# کمفه
کمفه(komofeh) روستا یا دهستانی از بخش چِلو شهرستان اندیکا در شمال مسجدسلیمان و استان خوزستان می باشد. راه دسترسی به این روستا از طریق جاده مسجدسلیمان-شهرکرد و جاده فرعی حدفاصل چلو وتاراز به سمت روستای سوسن سرخاب می باشد. در حال حاضر جاده این روستا از محل سوسن سرخاب به بعد خاکی و به طول ۲۰ کیلومتر می باشد.دهستان کمفه شامل پنج روستا به نام نپی آباد ، چگاه آباد ، لک آباد، سرچنار ، سپیدار میباشد.این روستاها دارای قدمت باستانی وتاریخی و قدیمی میباشد منطقه کمفه پاییز و بهار بسیار زیبا دارد

## حیات وحش
حیوانات وحشی و پرندگان گوناگون در این ناحیه وجود دارند.
حیوانات :
- پلنگ
- خرس
- کفتار
- گرگ
- بز کوهی
- روباه
- خرگوش

پرندگان: 
- کبک
- هدهد
- کرکس
- تیهو

که البته به علت شکار بی رویه، باعث شده که نسل آن‌ها رو به زوال گذارد.

در کوههای این منطقه کندوهای زنبور عسل وحشی وجود دارد که در پاییز، عسل آن‌ها از سینه کوه استخراج میگردد.

دامداری در این منطقه به علت داشتن مراتع بهاری خوب، زمینه بسیار مناسبی دارد. مخصوصأ برای پرورش گوسفند بسیار مساعـد است.
تمام این قسمت‌ها را درختانی به نام بن، کلخنگ، زالزالک و درختان توت و بید و کیکم و بلوط و ارزن پوشانده است.

این منطقه گیاهان طبی فراوان دارد از جمله:
کرفس، بوسر، ریواس، تره کوهی، سیر، موسیر و...

### مردمان
مردمان این روستا از طایفه گُندائی از باب بهداروند(بختیاروند) و  طایفه شهنی می‌باشند.